# The Last Waltz
The Last Waltz war das Abschiedskonzert der kanadischen Rockband The Band und ist das daraus resultierende Livealbum.

## Geschichte
Das Konzert vom 25. November 1976 (Thanksgiving) im Winterland in San Francisco dauerte über fünf Stunden. Zu den musikalischen Gästen gehörten unter anderem Ronnie Hawkins, in dessen Begleitband The Hawks sich die Mitglieder von The Band kennenlernten, und Bob Dylan, für den The Band Jahre lang als Begleitband – sowohl im Studio als auch auf der Bühne – tätig war. Besondere Bekanntheit erlangte das Konzert durch den Martin-Scorsese-Film The Band.
Die Produktionszeit für Album und Film betrug rund 16 Monate. Grund für die Verzögerung war unter anderem, dass bei einigen Titeln während der Produktionszeit die Tonspur verändert wurde, um eine bessere Klangqualität zu erreichen, dies betrifft insbesondere die Gitarrensoli von Robbie Robertson. Ein weiterer Grund war die Kopplung des Albums an die Veröffentlichung des Films. Diese verzögerte sich zum Beispiel dadurch, dass Gastmusiker Neil Young vergaß, sich vor seinem Auftritt die Kokainreste von der Nase zu putzen, so dass die Aufnahmen mit ihm Bild für Bild retuschiert werden mussten.
Das Album wurde am 16. April 1978 veröffentlicht. Es erlangte Platz 16 der Pop-Albums-Charts des Billboard Magazins.

## Veröffentlichungen
Das Album erschien 1978 bei Warner Bros. auf drei LPs; 1988 wurde diese Version auf zwei CDs ebenfalls bei Warner wieder veröffentlicht. 1995 erschien auf Cool Daddy Productions ein Bootleg unter dem Titel The Complete Last Waltz, das alle Stücke des Konzerts auf vier CDs in unbearbeiteter Form und in der Originalreihenfolge beinhaltet. 2002 wurde die Musik unter Beteiligung von Robbie Robertson digital neu abgemischt und auf vier CDs bei Rhino veröffentlicht. Ebenfalls 2002 erschien bei Rhino eine DVD Audio und Doppel-CD mit den neu abgemischten Stücken des Albums von 1978 in geänderter Reihenfolge, 2003 erschienen die Stücke als Limited Edition auf drei LPs.

## Rezeption
Scorseses Film gilt heute noch als einer der besten Konzertfilme, Allmovie schreibt: „An impressive marriage of visuals and sound, The Last Waltz is a glorious document of our recent musical past.“ Das Album wurde dagegen weniger euphorisch aufgenommen. Jim Miller vom Rolling Stone schrieb in seinem Review: „The production and pacing are crisp, the performances generally competent, if rarely much more. … A classic recording of a classic pseudoevent, The Last Waltz poses as a document of rock history in the making. But no new standards are set, few old standards are met, and future challenges are never raised. What we have here is a glittering but empty rite of passage.“ Mark Deming von Allmusic schreibt zur Veröffentlichung der Doppel-CD von 1988: „The Band are in fine if not exceptional form here; on most cuts, they don't sound quite as fiery as they did on Rock of Ages, though their performances are never less than expert, and the high points are dazzling, especially an impassioned version of "It Makes No Difference" and blazing readings of "Up on Cripple Creek" and "The Night They Drove Old Dixie Down".“

## Gastmusiker

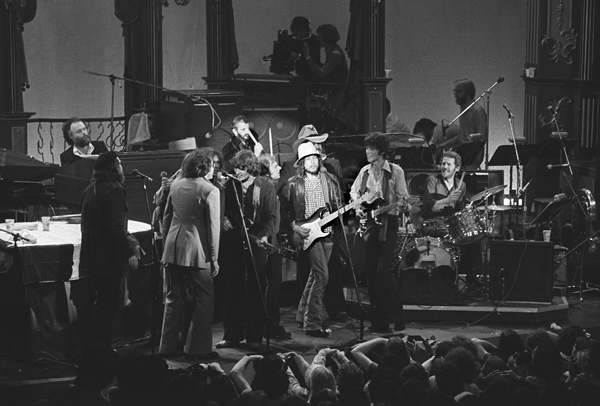
The Band (nicht im Bild: Richard Manuel) mit Bob Dylan, Ringo Starr, Ronnie Hawkins, Dr. John, Neil Young, Joni Mitchell, Van Morrison und Neil Diamond während des The-Last Waltz-Konzerts am 25. November 1976

Die Besonderheit des Last Waltz war die Anzahl der Stars unter den Gastmusikern, als herausragend gelten die Aufnahmen von Muddy Waters’ Mannish Boy, Van Morrisons Caravan sowie die Auftritte von Neil Young, Joni Mitchell und Bob Dylan. Nicht unumstritten war die Teilnahme von Neil Diamond: Während alle anderen Gaststars in einer besonderen Beziehung zu The Band standen, war Diamonds einzige Verbindung das von Robertson produzierte Album Beautiful Noise (1976).
Während des Konzerts
- Mundharmonika / Gesang: Paul Butterfield
- Gesang: Bobby Charles
- Gitarre, Gesang: Eric Clapton
- Gitarre, Gesang: Neil Diamond
- Klavier, Gitarre, Congas, Gesang: Dr. John
- Gitarre, Gesang: Bob Dylan
- Gesang: Ronnie Hawkins
- Gitarre, Gesang: Joni Mitchell
- Gesang: Van Morrison
- Klavier: Pinetop Perkins
- Bass: Carl Radle*
- Klavier: John Simon
- Schlagzeug: Ringo Starr
- Gitarre: Stephen Stills*
- Gesang: Muddy Waters
- Gitarre: Ron Wood
- Gitarre, Mundharmonika, Gesang: Neil Young

(*Nicht bei den ursprünglich veröffentlichten Aufnahmen vertreten.)
Begleitmusiker
- Schlagzeug: Dennis St. John (Neil Diamond)
- Gitarre: Bob Margolin (Muddy Waters)

Bläsersektion
- Trompete, Flügelhorn: Rich Cooper
- Tenorsaxophon, Flöte, Klarinette: Jim Gordon
- Trompete, Flügelhorn: Jerry Hey (im Booklet als Jerry Hay)
- Tuba, Baritonsaxophon, Flügelhorn, Bassklarinette: Howard Johnson
- Alt-, Tenor-, Sopransaxophon, Flöte, Klarinette: Charlie Keagle
- Posaune, Bassposaune, Euphonium, Altflöte: Tom Malone
- Elektrische Geige: Larry Packer

Bei den Studioaufnahmen zur The Last Waltz Suite
- Gesang: Alison Hormel
- Gitarre, Gesang: Emmylou Harris
- Gesang: Cleotha Staples
- Gesang: Mavis Staples
- Gesang: Pops Staples
- Gesang: Yvonne Staples

## Trackliste
Im Folgenden werden die Tracklisten der unterschiedlichen Veröffentlichungen (3LP, 4CD, Film) verglichen, zusätzlich ist die Setliste des Konzerts angegeben.
Anmerkungen
- Die unterschiedlichen Veröffentlichungen unterscheiden sich nicht nur in der Anzahl der Titel, sondern auch in der Spielzeit der einzelnen Tracks. Auf der 1978er-Ausgabe wurden insbesondere die Wortbeiträge der Musiker zwischen den einzelnen Titel weitgehend entfernt, aber auch Soli wurden gekürzt oder weggelassen. Bei Dylans Forever Young wurde eine Strophe weggelassen.
- Es gibt keine offizielle Veröffentlichung, die die Titel in Reihenfolge der Setliste wiedergibt, zudem enthält keine dieser Veröffentlichungen alle Titel des Konzerts.
- Im Gegensatz zum Film sind auf keiner der Audioveröffentlichungen die Gedichte von Lawrence Ferlinghetti (Loud Prayer) und Michael McClure (Introduction to the Canterbury Tales) enthalten, beide sind aber mit weiteren Dichtern als Poets of San Francisco in den Credits erwähnt.
- Obwohl das Album auch als Soundtrack zum Film gedacht war, fehlt hier die Aufnahme von Don’t Do It, der letzte Titel den The Band in ihrer ursprünglichen Besetzung öffentlich aufgeführt haben. Der Film beginnt mit diesem Titel.
- Die Titel der zweiten Seite der dritten LP bzw. die ersten sechs Titel der vierten CD bilden die sogenannte The Last Waltz Suite. Sie war nicht Teil des Konzerts, sondern wurde im Studio eingespielt. Lediglich die Titel The Weight und Evangeline wurden während des Konzerts in veränderter Besetzung (ohne The Staples Singers bzw. Emmylou Harris) gespielt.
- Die Titel acht bis elf der vierten CD wurden während der Proben zu The Last Waltz aufgenommen, die Titel 12 bis 14 sind bis dato unveröffentlichte Studioaufnahmen.

| Titel                                                        | 1976 Konzert | 1978 3 LP | 1978 Film | 2002 4 CD | Gastmusiker |
| ------------------------------------------------------------ | ------------ | --------- | --------- | --------- | --- |
| Theme From the Last Waltz                                    |              | 1-1-1     | 2         | 1-1       | |
| Up on Cripple Creek                                          | 1            | 1-1-2     | 3         | 1-2       | |
| The Shape I’m In                                             | 2            | 2-2-1     | 4         | 1-3       | |
| It Makes No Difference                                       | 3            | 1-2-3     | 6         | 1-4       | |
| Who Do You Love                                              | 13           | 1-1-3     | 5         | 1-5       | Ronnie Hawkins (Gesang) |
| Life is a Carnival                                           | 4            | 3-1-1     |           | 1-6       | |
| Such a Night                                                 | 14           | 1-2-4     | 8         | 1-7       | Dr. John (Gesang, Piano) |
| The Weight                                                   | 33           |           |           | 1-8       | |
| Down South in New Orleans                                    | 15           | 2-2-2     |           | 1-9       | Bobby Charles (Gesang), Dr. John (Backing Vocals, Gitarre) |
| This Wheel is on Fire                                        | 5            |           |           | 1-10      | |
| Mystery Train                                                | 16           | 2-1-2     | 15        | 1-11      | Paul Butterfield (Gesang, Mundharmonika) |
| Caldonia                                                     | 17           |           |           | 1-12      | Muddy Waters |
| Mannish Boy                                                  | 18           | 2-1-3     | 16        | 1-13      | Muddy Waters (Gesang), Paul Butterfield (Mundharmonika), Bob Margolin (Gitarre), Joe Perkins (Piano) |
| Stagefright                                                  | 11           | 1-1-5     | 10        | 1-14      | |
| Rag Mama Rag                                                 | 12           |           |           | 2-1       | |
| All Our Past Times                                           | 19           |           |           | 2-2       | Eric Clapton |
| Further on up the Road                                       | 20           | 2-1-4     | 17        | 2-3       | Eric Clapton (Gesang, Gitarre) |
| Ophelia                                                      | 8            | 2-2-3     | 20        | 2-4       | |
| Helpless                                                     | 21           | 1-1-4     | 9         | 2-5       | Neil Young (Gitarre, Gesang), Joni Mitchell (Backing Vocals) |
| Four Strong Winds                                            | 22           |           |           | 2-6       | Neil Young |
| Coyote                                                       | 23           | 1-2-1     | 14        | 2-7       | Joni Mitchell (Gesang, Gitarre), Dr. John (Congas) |
| Shadows and Light                                            | 24           |           |           | 2-8       | Joni Mitchell |
| Furry Sings the Blues                                        | 25           |           |           | 2-9       | Joni Mitchell |
| Acadian Driftwood                                            | 29           |           |           | 2-10      | Neil Young, Joni Mitchell (Backing Vocals) |
| Dry Your Eyes                                                | 26           | 1-2-2     | 13        | 2-11      | Neil Diamond (Gesang, Gitarre), Dennis St. John (Schlagzeug) |
| The W.S. Walcott Medicine Show                               | 6            |           |           | 2-12      | |
| Tura Lura Lural (That’s an Irish Lullaby)                    | 27           | 2-2-4     |           | 2-13      | Van Morrison (Gesang), John Simon (Piano) |
| Caravan                                                      | 28           | 2-2-5     | 21        | 2-14      | Van Morrison (Gesang) |
| The Night They Drove Old Dixie Down                          | 10           | 2-1-1     | 12        | 3-1       | |
| The Genetic Method/Chest Fever (aus dem Film-Soundtrack)     |              |           | 19        | 3-2       | |
| Baby Let Me Follow You Down                                  | 34           | 3-1-2     |           | 3-3       | Bob Dylan (Gesang, Gitarre) |
| Hazel                                                        | 35           |           |           | 3-4       | Bob Dylan |
| I Don’t Believe You (She Acts Like We Never Have Met)        | 36           | 3-1-3     |           | 3-5       | Bob Dylan (Gesang, Gitarre) |
| Forever Young                                                | 37           | 3-1-4     | 23        | 3-6       | Bob Dylan (Gesang, Gitarre) |
| Baby Let Me Follow You Down (Reprise)                        | 38           | 3-1-5     | 24        | 3-7       | Bob Dylan (Gesang, Gitarre) |
| I Shall Be Released                                          | 39           | 3-1-6     | 25        | 3-8       | Bob Dylan (Gesang), Neil Young, Joni Mitchell, Ronnie Hawkins, Dr. John, Neil Diamond, Paul Butterfield, Bobby Charles, Eric Clapton und Van Morrison (Backing Vocals), Ringo Starr (Schlagzeug), Ron Wood (Gitarre) |
| Jam #1                                                       | 40           |           |           | 3-9       | Neil Young, Ron Wood, Eric Clapton, Paul Butterfield, Dr. John, Ringo Starr |
| Jam #2                                                       | 41           |           | Bonus     | 3-10      | Neil Young, Ronnie Wood, Eric Clapton, Stephen Stills, Paul Butterfield, Dr. John, Carl Radle, Ringo Starr |
| Don’t Do It                                                  | 42           |           | 1         | 3-11      | |
| Greensleeves (aus dem Film-Soundtrack)                       |              |           |           | 3-12      | |
| The Well                                                     |              | 3-2-1     |           | 4-1       | |
| Evangeline (aus dem Film-Soundtrack)                         |              | 3-2-2     | 18        | 4-2       | Emmylou Harris (Gesang, Gitarre) |
| Out Of The Blue                                              |              | 3-2-3     |           | 4-3       | |
| The Weight (aus dem Film-Soundtrack)                         |              | 3-2-4     | 11        | 4-4       | The Staples Singers mit Soloanteilen von Roebuck „Pops“ Staples (Gesang, Gitarre) und Mavis Staples (Gesang) |
| The Last Waltz Refrain                                       |              | 3-2-5     |           | 4-5       | |
| Theme from The Last Waltz                                    |              | 3-2-6     |           | 4-6       | |
| King Harvest (Has Surely Come)                               |              |           |           | 4-7       | |
| Tura Lura Lural (That’s an Irish Lullaby)                    |              |           |           | 4-8       | Van Morrison |
| Caravan                                                      |              |           |           | 4-9       | Van Morrison |
| Such a Night                                                 |              |           |           | 4-10      | Dr. John |
| Rag Mama Rag                                                 |              |           |           | 4-11      | |
| Mad Waltz (Jam, der im Konzert nicht gespielt wurde)         |              |           |           | 4-12      | |
| The Last Waltz Refrain (instrumental)                        |              |           |           | 4-13      | |
| The Last Waltz Theme (Sketch, wurde im Film nicht verwendet) |              |           |           | 4-14      | |
| Georgia on My Mind                                           | 7            |           |           |           | |
| King Harvest                                                 | 9            |           |           |           | |
| Intro                                                        | 30           |           |           |           | |
| Chest Fever                                                  | 31           |           |           |           | |
| Evangeline                                                   | 32           |           |           |           | |